# Sant Vicenç de Montalt
Sant Vicenç de Montalt è un comune spagnolo di 3 847 abitanti situato nella comunità autonoma della Catalogna.